# Therese Huber
Therese Huber (Göttingen, 7 maggio 1764 – Augusta, 15 giugno 1829) è stata una scrittrice tedesca.

## Biografia
Figlia del filologo classico Christian Gottlob Heyne e della prima moglie Therese (a sua volta figlia del liutista Sylvius Leopold Weiss), Marie Therese Heyne nacque a Göttingen nel 1764 e, nel 1784, sposò l'etnologo Georg Forster. Nei sette anni seguenti i due vissero a Vilnius, Göttingen e Magonza ed ebbero tre figli. 
Dopo la partenza del marito per Parigi, Therese fuggì a Neuchâtel con l'amante Ludwig Ferdinand Huber, che sposò dopo essere rimasta vedova nel 1793. Nello stesso anno il suo romanzo Abentheuer auf einer Reise nach Neu-Holland (ispirato ai viaggi di Forster sull'Isola Norfolk) fu pubblicato a puntate su Flora. Ad esso seguì il romanzo sentimentale Emilie l'anno successivo. Si era avvicinata all'attività letteraria spinta dall'indigenza e, insieme a Huber, tradusse dal francese opere teatrali e romanzi di Isabelle de Charrière.
Rimasta nuovamente vedova nel 1804, si trasferì dalla figlia a Ulma. Fu redattrice del Morgenblatt nel 1814 e, parallelamente, si dedicò anche a curare la pubblicazione delle opere e delle lettere di entrambi i mariti. Alla sua morte nel 1829 lasciò un massiccio epistolario di oltre quattromilacinquecento lettere, a testimonianza della sua fitta corrispondenza con alcuni dei suoi contemporanei più influenti.